# 広郵便局
広郵便局（ひろゆうびんきょく）は、広島県呉市にある郵便局。民営化前の分類では集配普通郵便局であった。

## 概要
住所：〒737-0199 広島県呉市広本町1-6-1

### 出張所（局外ATM）
民営化前は以下の場所に出張所としてATMを設置していた。現在も同じ場所にATMがあるが、管理はゆうちょ銀行広島支店となっている。
- 中国労災病院内出張所
- イオン広店内出張所（2011年2月28日までジャスコ店内出張所）

## 沿革
- 1874年（明治7年）11月16日 - 広村郵便取扱所として開設[1]。
- 1875年（明治8年）1月1日 - 広村郵便局（五等）となる。
- 1880年（明治13年）4月 - 広村ノ内大新開（ひろむらのうちおおしんがい）郵便局に改称
- 1883年（明治16年）3月16日 - 為替・貯金取扱を開始。
- 1885年（明治18年）11月16日 - 広村郵便局に改称。
- 1897年（明治30年）10月26日 - 広村郵便電信局となる。
- 1903年（明治36年）4月1日 - 通信官署官制の施行に伴い広村郵便局となる。
- 1906年（明治39年）1月1日 - 広郵便局に改称。
- 1956年（昭和31年）10月1日 - 電話通話および和文電報受付事務の取扱を開始[2]。
- 1978年（昭和53年）12月4日 - 呉市広中町から同市広町に移転。
- 1980年（昭和55年）1月28日 - 仁方郵便局[3]から集配業務を移管。
- 2000年（平成12年）8月14日 - 外国通貨の両替および旅行小切手の売買に関する業務取扱を開始。
- 2007年（平成19年）10月1日 - 民営化に伴い、併設された郵便事業広支店に一部業務を移管。
- 2012年（平成24年）10月1日 - 日本郵便株式会社発足に伴い、郵便事業広支店を広郵便局に統合。

## 取扱内容
- 郵便、印紙、ゆうパック、内容証明
- 貯金、為替、振替、振込、国際送金、外貨両替・トラベラーズチェック、国債、投資信託
- 生命保険、バイク自賠責保険、自動車保険
- ゆうちょ銀行ATM
- 呉市内の一部地域（〒737-01xx）の集配業務
- ゆうゆう窓口

## 周辺
- 呉市役所広支所
- 広島国際大学呉キャンパス
- 呉市総合体育館
- 国道185号
- 国道375号

## アクセス
- JR呉線 新広駅から徒歩約7分
- 広電バス 二級橋停留所下車
- 広島呉道路 呉ICから東へ約6km
- 駐車場あり：9台